# Im Dickicht der Städte
Im Dickicht der Städte ist ein Drama von Bertolt Brecht.
Dieses Frühwerk Brechts ist zwischen 1921 und 1924 entstanden. Die Uraufführung der ersten Fassung unter dem Titel Im Dickicht fand statt am 9. Mai 1923 im Münchener Residenztheater und wurde zu einem Skandal, die zweite Fassung unter dem endgültigen Titel wurde 1927 von Carl Ebert im Hessischen Landestheater Darmstadt inszeniert.

## Handlung
In diesem Stück thematisiert Brecht den Kampf zweier Männer in der Riesenstadt Chicago. Brecht hatte in den Jahren der Entstehung  großes Interesse am Phänomen des Boxkampfes. 
Ohne nachvollziehbaren Grund provoziert der Holzhändler Shlink, der aus dem heutigen Malaysia stammt, den in der Leihbücherei angestellten George Garga und gerät dadurch mit ihm in einen heftigen Streit. Dabei wird der Laden, in dem Garga arbeitet, beschädigt und Garga entlassen. Garga rächt sich jedoch, indem er Shlinks Holzgeschäft, das dieser ihm überlässt, zu Grunde richtet. Anschließend will er nach Tahiti gehen, um frei zu sein; da Shlink nun aber auch Gargas Familie in den Kampf hineinzieht, muss Garga diesen Plan aufgeben. 
Gargas Freundin Jane und seine Schwester Marie werden nun von Shlink und seinen Freunden aus der Unterwelt zur Prostitution genötigt. Garga lässt sich jedoch nicht beirren und nimmt Jane ungeachtet ihrer verlorenen Ehre zur Frau. Shlink behauptet nun jedoch gegenüber den Behörden, Garga sei ein Schieber, so dass dieser ins Gefängnis muss, was auch seiner Familie den Zusammenhalt nimmt. 
Nun beginnt Garga sich nicht nur durch eigenes Handeln zu wehren, sondern zeigt Shlink kurz vor Entlassung aus der dreijährigen Haft wegen der Vergewaltigung seiner Schwester Marie an, so dass sich Shlink in einem Dickicht verstecken muss, da er befürchtet, als Fremder und Beschuldigter gelyncht zu werden. Nun wendet sich der Kampf aber in ein seltsames gegenseitiges Hörigkeitsverhältnis, denn beide ergreifen gemeinsam die Flucht. Seinen wiederaufgebauten Holzhandel will Shlink Garga übergeben und gesteht ihm seine Liebe. Als Garga jedoch nicht zur Versöhnung bereit ist, nimmt Shlink Gift. Garga brennt das Holzgeschäft nieder und geht nach New York.

## Deutungsansatz
Brecht verzichtet hier auf eine realistisch nachvollziehbare Handlung; es ging ihm offenbar vor allem darum, die Verstrickung zweier Männer in ihren Kampf zu zeigen, der als solcher im Zentrum des Stücks steht.

### Textausgaben
- Bertolt Brecht: Im Dickicht der Städte. Der Kampf zweier Männer in der Riesenstadt Chicago. Schauspiel von Bertolt Brecht. Berlin: Propyläen-Verlag, 1927.

### Sekundärliteratur
- Im Dickicht der Städte. Erstfassung und Materialien Bertolt Brecht. Ediert und kommentiert von Gisela E. Bahr. Frankfurt a. M.: Suhrkamp-Verlag, 1968.
- Ján Demčišák: Queer Reading von Brechts Frühwerk, Tectum Verlag, Marburg 2012, ISBN 978-3-8288-2995-4.